# 朱贾内洛
朱贾内洛（義大利語：Giuggianello），是意大利莱切省的一个市镇。总面积10平方公里，人口1248人，人口密度124.8人/平方公里（2009年）。ISTAT代码为075032。